# Rząd Sulejmana Delviny
 Rząd Sulejmana Delviny –30 stycznia 1920 – 14 listopada 1920 .
| Funkcja                                  | Imię i nazwisko    | Partia      |
| ---------------------------------------- | ------------------ | ----------- |
| Premier                                  | Sulejman Delvina   | bezpartyjny |
| wicepremier i dyrektor robót publicznych | Eshref Frashëri    | bezpartyjny |
| Minister spraw wewnętrznych              | Ahmed Zogu         | bezpartyjny |
| Minister wojny                           | Ali Riza Kolonja   | bezpartyjny |
| Minister finansów                        | Ndoc Çoba          | bezpartyjny |
| Minister spraw zagranicznych             | Mehmet Konitsa     | bezpartyjny |
| Minister sprawiedliwości                 | Hoxha Kadri        | bezpartyjny |
| Minister edukacji                        | Sotir Peçi         | bezpartyjny |
| Minister bez teki                        | Bajram Curri       | bezpartyjny |
| Minister bez teki                        | Hysen Vrioni       | bezpartyjny |
| Minister bez teki                        | Spiro Jorgo Koleka | bezpartyjny |